# Som tam

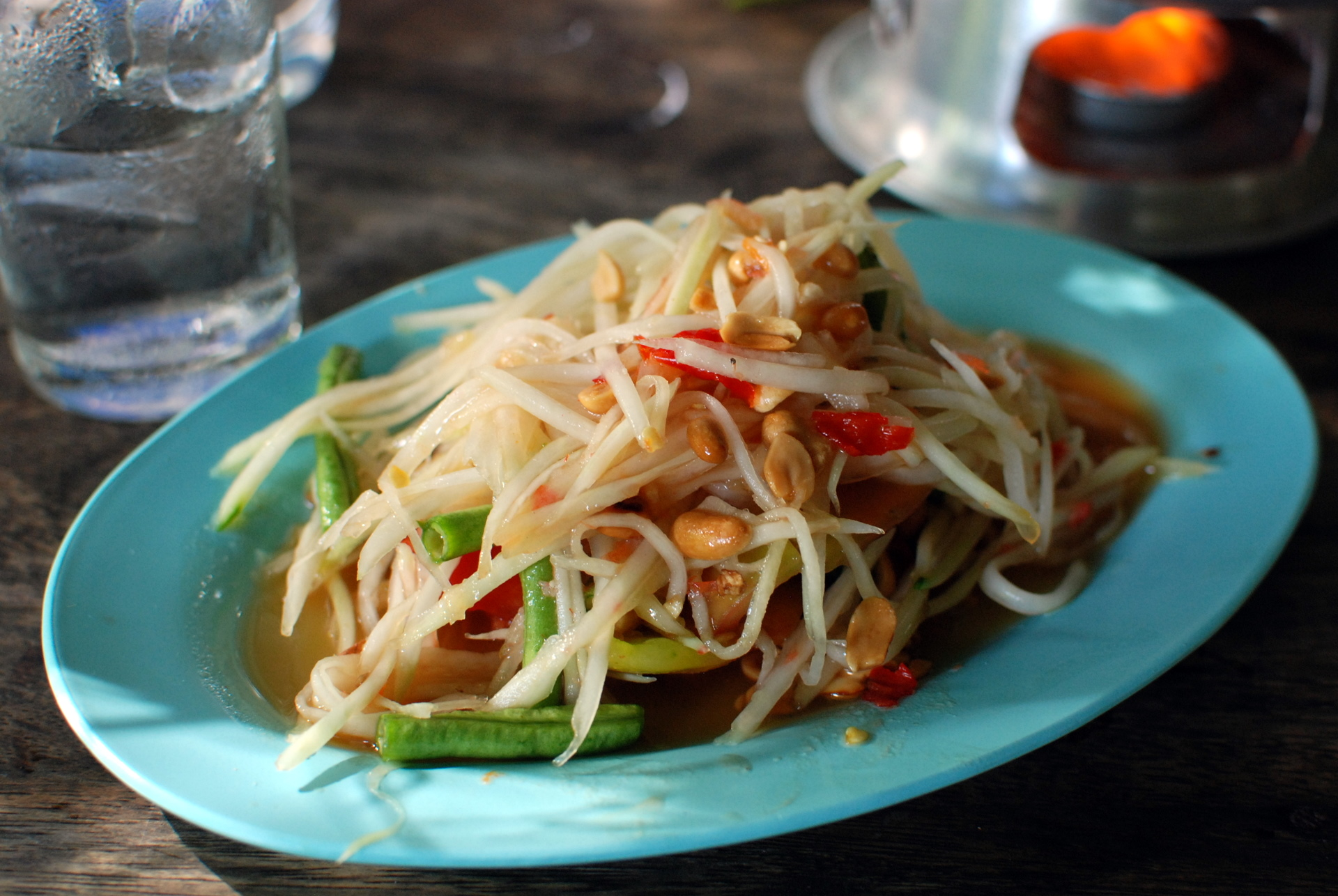
Un plato de som tam, elaborado con papaya, habas, chili y lima.

Som tam (tailandés ส้มตำ) es una ensalada especiada cuyo principal ingrediente es la papaya verde, el plato es originario de Laos y de Isan, región de Tailandia del Nordeste. Som (ส้ม) significa sabor ácido' en laosiano y tam (ตำ) significa machacado.Otros nombres para el plato pueden ser papaya pok pok (del sonido que se produce cuando se elabora el plato con  el mortero), tam som o en Laos e Isan tam mak hung (ตำหมากหุ่ง) (mak hung es la denominación en Laos e Isan para la palabra papaya).

## Servir
Se suele servir el som tam frío con guindilla, ajo, tomate y aliñado con salsa de pescado (pla raa). a menudo se acompaña de kai yang (ไก่ย่าง en Tailandés), pollo a la parrilla.